# Mateuszek
Mateuszek (niem. Matheussek) – osada w Polsce położona w województwie warmińsko-mazurskim, w powiecie mrągowskim, w gminie Mikołajki. W latach 1975–1998 miejscowość administracyjnie należała do województwa suwalskiego.

## Historia
Osada powstała w 1621 r., kiedy to elektor Jerzy Wilhelm nadał Jerzemu Summereckowi ostrów przy granicy szymoneckiej, obejmujący około 4,5 włóki, w zamian za posiadane 5 włók nadwyżki w Mikołajkach. W 1785 r. był tu dwór szlachecki na prawie chełmińskim z 6 domami. Około 1900 r. do dworu należało 26 włók i był własnością Cygana z Ełku. W 1938 r. ówczesne władze niemieckie, w ramach germanizacji, zmieniły urzędową nazwę osady z Matheussek na Mathiessen.
Po 1945 r. utworzono w Mateuszku PGR.